# Gabriele Graziani
Gabriele Fabiano Graziani (Torino, 10 aprile 1975) è un allenatore di calcio, dirigente sportivo ed ex calciatore italiano, di ruolo attaccante, tecnico della squadra Primavera del Mantova.

## Biografia
È figlio dell'allenatore ed ex calciatore Francesco Graziani.

## Carriera

### Giocatore
Gabriele Graziani cresce nel Torino. Entrato nel giro della prima squadra fin dalla stagione 1993-1994, nel novembre 1994 viene ceduto al Nola, in C1, nello scambio che porta Felice Foglia e Vincenzo Sommese a Torino e Alvise Zago in Campania. Con i campani debutta nel calcio professionistico, mettendo anche a segno il suo primo goal in 16 presenze totali. Nell'estate 1995 punta su di lui l'Hertha Berlino, formazione tedesca, che in quel periodo era in difficoltà economiche e militava nella Zweite Bundesliga, corrispondente alla B italiana. L'esperienza in Germania si conclude con poche apparizioni in prima squadra.
Al suo ritorno in Italia riparte dalla Serie C2, nell'Arezzo la squadra della città in cui è cresciuto. Con i toscani disputa 17 gare con 4 reti fino a gennaio del 1997, quando viene ceduto in prestito alla Pistoiese, che milita in C1. Con la maglia arancione dei pistoiesi colleziona 13 gettoni di presenza e 2 marcature. Anche la stagione 1997-1998 del giocatore è divisa in due formazioni diverse: inizia con il Siena, in Serie C1, scendendo in campo 16 volte mettendo a segno di 2 reti; ad aprile 1998 ritorna all'Arezzo, giusto in tempo per conquistare la promozione in Serie C1 con i suoi compagni. Da aprile a giugno gioca 6 gare segnando 1 goal. Dopo aver iniziato la stagione 1998-1999 sempre con l'Arezzo, poco utilizzato (5 presenze, nessun goal), nel novembre 1998 passa al Mestre, in Serie C2. Con la formazione arancionera Graziani disputa 21 partite e segna 7 goal in campionato. Il giocatore gioca con la maglia della Maceratese nei primi mesi dell'annata 1999-2000, segnando 4 goal in 16 apparizioni nel campionato di Serie C2.
Nel febbraio 2000 passa al Mantova. La sua media gol si alza rispetto al passato. Da febbraio a giugno 2000 segna 5 reti in 10 partite. L'annata successiva Graziani supera, per la prima volta nella sua carriera, la quota di 10 reti in un solo campionato, mettendo a segno 11 centri in 31 gare disputate. Nella stagione 2001-2002 ripete un buon numero di segnature: 9 in 30 partite. Ancora migliore è l'anno agonistico seguente, quando il giocatore segna 16 reti in 30 partite.
Nel 2003-2004 Graziani supera il record dell'anno precedente (17 gol in 30 gare), dando un contributo alla squadra che centra la promozione in Serie C1. Dopo solo una stagione nel terzo campionato professionistico, il Mantova ottiene anche la promozione in cadetteria. Il giocatore segna 9 reti in 31 partite. Stesso numero di marcature anche nella stagione 2005-2006, quella in cui i mantovani sfiorano la promozione in Serie A e Graziani fa il suo debutto (con gol) nella Serie B italiana (il 4 settembre 2005 in Mantova-Arezzo 1-0). Nel corso del campionato 2005-2006 scende in campo 36 volte segnando 9 gol. Nel campionato 2006-2007 scende in campo 17 volte mettendo a segno una rete, in Mantova-Pescara 2-1.
Nell'estate del 2007, dopo sette stagioni con la maglia del Mantova, passa alla Cremonese; nella stagione 2007-2008 disputa 28 partite e segna 12 reti, tre delle quali in Cremonese-Foggia 3-3 del 23 marzo 2008. Nell'estate del 2009 passa al Bassano per passare poi, il 29 gennaio 2010, alla Sambonifacese. Nell'estate seguente ritorna nuovamente al Mantova, dove vorrebbe chiudere la sua carriera; segna già alla prima giornata di campionato e nel corso della stagione dà il suo contributo alla vittoria del campionato di Serie D. Nella stagione 2012-2013 milita infine nella squadra mantovana della Castellana, in Serie D. Nell'estate del 2013 decide di appendere gli scarpini al chiodo per intraprendere la carriera da dirigente. Tuttavia nell'aprile 2015 accetta la proposta della squadra amatoriale Ival, appartenente al campionato CSI della sezione di Mantova, partecipando alla sola fase finale del torneo. Nel marzo del 2022 torna in campo nel Campionato Over 45 Uisp Mantova, con l'Areafeste35 di San Benedetto Po. Dopo il secondo posto nel 2022, trascina letteralmente i compagni al titolo provinciale nella finale disputata il 19 maggio 2023, realizzando, in una stagione e mezzo, ben 76 gol in 38 partite. In Serie B vanta in totale 53 presenze e 10 gol (tutte con il Mantova), più 7 presenze e 4 gol nella Serie B tedesca.

### Dirigente e Allenatore
Dal 2013 è il responsabile del settore giovanile del Mantova. Il 27 ottobre 2015 diventa il vice allenatore di Ivan Javorčić sulla panchina del club virgiliano.
Il 30 novembre 2016, succede sulla panchina del Mantova, dopo l'esonero di Prina per la sedicesima giornata di Lega Pro. Con i virgiliani ottiene un'insperata quanto inutile salvezza a causa della mancata fidejussione e iscrizione al successivo campionato di Serie C che costerà il fallimento alla società lombarda e la ripartenza dai dilettanti.
Il 18 settembre 2017 viene ingaggiato dalla Correggese, società emiliana militante nel girone D della Serie D, venendo esonerato successivamente il 19 novembre dopo aver raccolto 9 punti in 11 gare.
Dopo una breve parentesi come osservatore per il Genoa, il 9 novembre 2018 si accorda fino a fine stagione con la Governolese nel campionato di Eccellenza Lombarda. A fine stagione trova l'accordo con la società e viene confermato anche per la stagione 2019-2020. Nel giugno 2020 la società comunica che il contratto del tecnico non verrà rinnovato per la successiva stagione.
Il 26 agosto 2020 torna al Mantova in qualità di allenatore degli Allievi e Osservatore / Collaboratore tecnico per la prima squadra.
Nell'estate 2021 inizialmente si accorda con il Campagnola, in Eccellenza Emiliana, però ad agosto quando il Patron Marani acquista la Correggese, lo porta con sé, nel girone D della Serie D che conclude con un buon quarto posto. Arrivato ai play-off, si ferma in semifinale eliminato dal Lentigione. Questo risultato gli vale il prolungamento biennale di contratto. Il 31 ottobre 2022, all'indomani della sconfitta contro il Prato e con una situazione di classifica deficitaria, viene esonerato.
Nell'estate del 2023 fa ritorno al Mantova, per guidare la squadra Primavera.

### Riconoscimenti
Il 12 aprile 2013 entra nella Hall of Fame del Mantova Calcio.

## Statistiche

### Presenze e reti nei club
| Stagione           | Squadra         | Campionato      | Campionato | Campionato | Coppe nazionali | Coppe nazionali | Coppe nazionali | Totale | Totale |
| Stagione           | Squadra         | Comp            | Pres       | Reti       | Comp            | Pres            | Reti            | Pres   | Reti   |
| ------------------ | --------------- | --------------- | ---------- | ---------- | --------------- | --------------- | --------------- | ------ | ------ |
| nov. 1994-1995     | Nola            | C1              | 16         | 1          | CIC             | ?               | ?               | ?      | ?      |
| 1995-1996          | Hertha Berlino  | ZB              | 7          | 4          |                 | ?               | ?               | ?      | ?      |
| 1996-gen. 1997     | Arezzo          | C2              | 17         | 4          | CIC             | ?               | ?               | ?      | ?      |
| gen.-giu. 1997     | Pistoiese       | C1              | 13         | 2          | CIC             | ?               | ?               | ?      | ?      |
| 1997-apr.1998      | Siena           | C1              | 16         | 2          | CIC             | ?               | ?               | ?      | ?      |
| apr.1998-giu.1998  | Arezzo          | C2              | 6          | 1          | CIC             | ?               | ?               | ?      | ?      |
| 1998-nov.1998      | Arezzo          | C1              | 5          | 0          | CIC             | ?               | ?               | ?      | ?      |
| nov.1998-1999      | Mestre          | C2              | 21         | 7          | CIC             | ?               | ?               | ?      | ?      |
| 1999-feb.2000      | Maceratese      | C2              | 16         | 4          | CIC             | ?               | ?               | ?      | ?      |
| feb.2000-giu. 2000 | Mantova         | C2              | 10         | 5          | CIC             | ?               | ?               | ?      | ?      |
| 2000-2001          | Mantova         | C2              | 31         | 11         | CIC             | ?               | ?               | ?      | ?      |
| 2001-2002          | Mantova         | C2              | 29         | 9          | CIC             | ?               | ?               | ?      | ?      |
| 2002-2003          | Mantova         | C2              | 30         | 15         | CIC             | ?               | ?               | ?      | ?      |
| 2003-2004          | Mantova         | C2              | 30         | 17         | CIC             | ?               | ?               | ?      | ?      |
| 2004-2005          | Mantova         | C1              | 31         | 9          | CIC             | ?               | ?               | ?      | ?      |
| 2005-2006          | Mantova         | B               | 36         | 9          | CI              | ?               | ?               | ?      | ?      |
| 2006-2007          | Mantova         | B               | 17         | 1          | CI              | ?               | ?               | ?      | ?      |
| 2007-2008          | Cremonese       | C1              | 28         | 11         | CIC             | ?               | ?               | ?      | ?      |
| 2008-2009          | Cremonese       | LP1D            | 10         | 1          | CILP            | ?               | ?               | ?      | ?      |
| 2009-gen.2010      | Bassano         | LP2D            | 12         | 1          | CILP            | ?               | ?               | ?      | ?      |
| gen.-giu.2010      | Sambonifacese   | LP2D            | 9          | 1          | CILP            | ?               | ?               | ?      | ?      |
| 2010-2011          | Mantova         | D               | 23         | 4          | CID             | ?               | ?               | ?      | ?      |
| 2011-2012          | Mantova         | LP2D            | 8          | 0          | CILP            | ?               | ?               | ?      | ?      |
| 2012-2013          | Castellana      | D               | 31         | 4          | CID             | ?               | ?               | ?      | ?      |
| Totale carriera    | Totale carriera | Totale carriera | 451        | 125        | ?               | ?               | ?               | 448+   | 124+   |

## Palmarès

### Giocatore
- Campionato italiano Serie C2: 1

Mantova: 2003-2004 (girone A)
- Campionato italiano Serie D: 1

Mantova: 2010-2011 (girone B)